# 芒努斯·赫德曼
芒努斯·赫德曼（瑞典語：Magnus Hedman，1973年3月19日—），瑞典男子足球运动员，场上位置是守门员。他曾代表瑞典国家队参加1994年和2002年国际足联世界杯，其中1994年世界杯获得季军。